# Patrick Jonsson
Patrick Jonsson (* 9. Februar 1968 in Luzern, bürgerlicher Name Patrick Wyss) ist ein Schweizer Sänger und Songwriter.

## Leben
Patrick Jonsson studierte klassische Musik an der Akademie für Schul- und Kirchenmusik in Luzern. Nach seinem Abschluss studierte er 2 Jahre am Liverpool Institute for Performing Arts (LIPA) die Fachbereiche Songwriting, Performing und Producing. Er war zuvor bereits in verschiedenen Bands aktiv u. a. in der experimentellen Quadrophonie-Band Groope. Diese veröffentlichte 1994 ihr Album Hetero auf dem Label Killing Time/Zytglogge (Produzent Eric Merz).
Sein erstes Album This Is The Sky unter dem Namen Patrick Jonsson wurde 2009 auf dem Label TBA veröffentlicht. Die beiden Songs Not Enough und Sunrise fanden Beachtung bei Kritikern und Radio-Stationen. 2010 wurde das Album This Is The Sky auch in Deutschland bei Timezone veröffentlicht.
Sein zweites Album Pepople Are Strange wurde 2013 bei Nation Music veröffentlicht. Die Single Better Morning war ein vielgespielter Radio-Song auf diversen Schweizer Radiostationen und ist bis heute in diversen Musikrotationen. Auf diesem Album nahm Jonsson zwei Duette auf, Granville Road mit Anna Känzig und Once You Open mit Monika Schär (u. a. Sängerin bei Trauffer).
2015 folgte das dritte Album Is There A Scale For Love, ein ruhiges Album, das er diesmal instrumental alleine einspielte. Es folgten Auftritte in Holland und Frankreich. 2016 trat er erstmals als Gastsänger auf und sang auf dem Album Dynamic von Flava and Stevenson. Er sang den Song Once In A Lifetime und schrieb und sang den Song Love Is Coming Back. Sein viertes Album Rosy Rosy Please veröffentlichte er 2016 auf dem Label Profimusic (Profimedia).
Im Januar 2019 entschied sich Jonsson, keine Alben mehr aufzunehmen, sondern die Songs einzeln zu releasen. Im Februar 2019 begann er mit dem norwegischen Produzenten Basslifter (Håkon Lundby) zu arbeiten. Aus dieser Zusammenarbeit entstand die Single Traveler, die im Juli 2019 bei Profimusic erschien.
Jonsson spielte diverse Support-Auftritte u. a. für Gavin DeGraw, Daniel Powter, Minor Majority, Hawksley Workman, DJ Bobo, Pegasus. Er trat außerdem beim Festival Rose d’Or beim Zermatt Unplugged und beim Threshold Festival in Liverpool auf.

## Diskographie

### Alben
- 2009: This Is The Sky[3]
- 2013: People Are Strange[3][4]
- 2015: Is There A Scale For Love[3][5]
- 2016: Rosy Rosy Please[3]

### Singles
- 2009: Sunrise[6]
- 2009: Never Enough[6]
- 2009: When Tomorrow Comes[6]
- 2009: Summer Rain[6]
- 2013: Better Morning[6]
- 2013: Grandville Road mit Anna Känzig[6]
- 2015: Never Gonna Leave[6]
- 2015: Come With Me[6]
- 2016: Mais l’Amour[6]
- 2017: Come Out Tonight[6]
- 2017: Am Morge[6]
- 2018: Du Laufsch Devo[6]
- 2019: Traveler[6]

### Featurings
- 2016; Once In A Lifetime mit Flava and Stevenson & Jack Dylan[7]
- 2016: Love Is Coming Back mit Flava and Stevenson[8]